# Governatorato della Bessarabia
La Gubernija della Bessarabia (in russo Бессарабская губерния?, Bessarabskaja gubernija, dal 1812 al 1873 chiamata in russo Бессарабская область?, Bessarabskaja oblast) fu un governatorato dell'Impero russo tra il 1812 ed il 1917. Corrisponde approssimativamente all'attuale Moldavia.

## Storia
Prima della guerra russo-turca (1806-1812) il territorio tra i fiumi Prut e Dnestr faceva parte del Principato di Moldavia, Stato vassallo dell'Impero ottomano. In seguito alla guerra, con il trattato di Bucarest, la Bessarabia fu ceduta all'Impero russo. Nel contesto della rivoluzione russa del febbraio 1917 il territorio si proclamò indipendente formando la Repubblica Democratica di Moldavia.